# 拉謝爾佩 (古巴)
拉謝爾佩是古巴的城市，属聖斯皮里圖斯省，距離首府聖斯皮里圖斯市30公里，面積1,035平方公里，海拔高度35米，2004年人口16,937。